# Julia Spring
Julia Spring (* 28. Oktober 1986 in Lauingen an der Donau, geb. Gumpp) ist eine deutsche Moderatorin.

## Werdegang
Julia Spring, aufgewachsen in Deisenhofen, begann nach dem Abitur 2007 ein Volontariat bei Hitradio RT1 in Augsburg. In dieser Zeit moderierte sie fünf Jahre lang zusammen mit Daniel Lutz und Rolf Störmann die Morningshow „Daniel und das Morgenteam“. 2013 gewann sie mit dem Team den BLM Sonderpreis Innovation für das Video „Augschburg Style“. Von April 2013 bis Oktober 2014 moderierte sie außerdem beim regionalen TV-Sender a.tv.
Seit Mai 2015 ist sie fester Bestandteil von Antenne Bayern. Gestartet ist sie bei den Jungen Wilden, in der „Stefan Meixner Show“, bis zur eigenen @work Sendung „Antenne Bayern bei der Arbeit“.
Seit 2016 ist sie darüber hinaus als Sprecherin tätig. 
Seit Juni 2021 ist sie die Hauptsprecherin des Pro7 Boulevard Magazins "red".